# جيمس كونكلين
جيمس كونكلين هو سياسي أمريكي، ولد في 1831، وتوفي في 1899. انتخب عضو مجلس ولاية ويسكونسن ‏.